# Birger Lycken
Kjell Birger Östberg Lycken, född Östberg den 22 januari 1969, är en svensk pr-konsult och tidigare politiskt aktiv. Han är enhetschef och delägare på pr-byrån Westander, där han arbetat sedan 2005. Birger Lycken var riksdagskandidat för Feministiskt initiativ i valen 2006 och 2010, och har även suttit i partiets styrelse. Från 2001 till 2003 var han pressekreterare åt Gudrun Schyman i hennes roll som partiledare för Vänsterpartiet, och därefter åt den tillförordnade partiledaren Ulla Hoffmann. Mellan 1993 och 1996 var han förbundssekreterare i Ung Vänster.